# Jim McDaniels
Pour les articles homonymes, voir McDaniels.
 James Ronald McDaniels dit  Jim McDaniels, né le 2 avril 1948 à Scottsville (Kentucky) et mort le 6 septembre 2017 à Bowling Green (Kentucky), est un joueur américain de basket-ball.

## Biographie
Intérieur de 2,11 m issu de l'équipe universitaire des Hilltoppers de Western Kentucky, Jim McDaniels fut sélectionné en 23e position lors de la Draft 1971 de la NBA par les SuperSonics de Seattle.
Il meurt le 6 septembre 2017 à l'âge de 69 ans.